# Pravin Jadhav
Pravin Jadhav, född 6 juli 1996, är en indisk bågskytt. Han deltog vid olympiska sommarspelen 2020.